# Virtual Bart
Virtual Bart é um jogo eletrônico desenvolvido pela Sculptured Software e publicado pela Acclaim. Foi lançado para Super Nintendo e Mega Drive em 1994.

## Jogabilidade
Em uma feira de ciências, Bart passeia em uma exposição sobre realidade virtual e deve passar por todos os "mundos virtuais" (níveis) para escapar da máquina. Passar por um conjunto de mundos virtuais concede uma sequência final, e completar todos os níveis sem perder todas as vidas restantes ganha o jogo. O formato é semelhante ao jogo lançado anteriormente Bart's Nightmare, salvo pela falta de um ponto central a partir do qual os níveis são acessados. A jogabilidade para a maioria dos níveis consiste nos elementos padrão de plataforma. Se o jogador acaba com todas as vidas, o game over ocorre.

## Recepção
A Electronic Gaming Monthly marcou a versão para Super Nintendo uma nota 4,8 de um total de 10, comentando que "o controle é horrível (como a fase de dinossauro), os estágios desagradáveis, e tudo parece apressado."
Analisando a versão para Mega Drive, a GamePro elogiou-o como sendo "virtualmente idêntico" à versão original para SNES. Eles comentaram do jogo em si, que "variações bem-humoradas de Bart, jogabilidade diferente (incluindo a corrida atrás de Bart e um nível de atirador), e aparições dos imbecis de Os Simpsons combinam com todos para manter a ação intrigante e engraçada."